# Gertjan De Mets
Gertjan De Mets (Bruges, 2 aprile 1987) è un allenatore di calcio ed ex calciatore belga, di ruolo centrocampista.

## Caratteristiche tecniche
È un mediano.

## Carriera

### Club
Cresciuto nelle giovanili del Club Bruges, ha esordito il 5 maggio 2007 in un match vinto 4-0 contro il Lierse.
Ha giocato per 7 anni con il Kortrijk collezionando 202 presenze in campionato prima di trasferirsi allo Zulte Waregem nel 2017.

### Nazionale
Nel 2008 ha giocato una partita con la nazionale belga Under-21.

## Statistiche

### Presenze e reti nei club
Statistiche aggiornate al 7 luglio 2017.
| Stagione           | Squadra            | Campionato         | Campionato | Campionato | Coppe nazionali | Coppe nazionali | Coppe nazionali | Coppe continentali | Coppe continentali | Coppe continentali | Altre coppe | Altre coppe | Altre coppe | Totale | Totale | Totale |
| Stagione           | Squadra            | Comp               | Pres       | Reti       | Comp            | Pres            | Reti            | Comp               | Pres               | Reti               | Comp        | Pres        | Reti        | Pres   | Reti   |        |
| ------------------ | ------------------ | ------------------ | ---------- | ---------- | --------------- | --------------- | --------------- | ------------------ | ------------------ | ------------------ | ----------- | ----------- | ----------- | ------ | ------ | ------ |
| 2006-2007          | Club Bruges        | D1                 | 1          | 0          | CB              | 0               | 0               |                    | -                  | -                  |             | -           | -           | 0      | 0      |        |
| 2007-2008          | Club Bruges        | D1                 | 1          | 0          | CB              | 0               | 0               |                    | -                  | -                  | SB          | 1           | 0           | 0      | 0      |        |
| 2008-2009          | Club Bruges        | PL                 | 12         | 0          | CB              | 2               | 0               | CU                 | 2                  | 0                  |             | -           | -           | 16     | 0      |        |
| 2009-2010          | Club Bruges        | PL                 | 12         | 0          | CB              | 2               | 0               | UEL                | 3                  | 0                  |             | -           | -           | 17     | 0      |        |
| Totale Club Bruges | Totale Club Bruges | Totale Club Bruges | 26         | 0          |                 | 4               | 0               |                    | 5                  | 0                  |             | 1           | 0           | 36     | 0      |        |
| 2010-2011          | Kortrijk           | PL                 | 23         | 1          | CB              | 1               | 0               |                    | -                  | -                  |             | -           | -           | 24     | 1      |        |
| 2011-2012          | Kortrijk           | PL                 | 38         | 1          | CB              | 7               | 0               |                    | -                  | -                  |             | -           | -           | 45     | 1      |        |
| 2012-2013          | Kortrijk           | PL                 | 30         | 2          | CB              | 5               | 0               |                    | -                  | -                  |             | -           | -           | 35     | 2      |        |
| 2013-2014          | Kortrijk           | PL                 | 37         | 0          | CB              | 3               | 0               |                    | -                  | -                  |             | -           | -           | 40     | 0      |        |
| 2014-2015          | Kortrijk           | PL                 | 37         | 3          | CB              | 2               | 0               |                    | -                  | -                  |             | -           | -           | 39     | 3      |        |
| 2015-2016          | Kortrijk           | PL                 | 29         | 0          | CB              | 2               | 0               |                    | -                  | -                  |             | -           | -           | 31     | 0      |        |
| 2016-2017          | Kortrijk           | PL                 | 8          | 0          | CB              | 1               | 0               |                    | -                  | -                  |             | -           | -           | 9      | 0      |        |
| Totale Kortrijk    | Totale Kortrijk    | Totale Kortrijk    | 202        | 7          |                 | 21              | 0               |                    | -                  | -                  |             | -           | -           | 223    | 7      |        |
| Totale carriera    | Totale carriera    | Totale carriera    | 228        | 7          |                 | 25              | 0               |                    | 5                  | 0                  |             | 1           | 0           | 259    | 7      |        |